# لیا لاتس
لیا لاتس (استونیایی: Lia Laats; ۱۷ فوریهٔ ۱۹۲۶ – ۲۴ آوریل ۲۰۰۴) بازیگر زن سینما و تئاتر اهل استونی بود.